# Panganiban
Panganiban es un municipio filipino de quinta clase, perteneciente a la provincia de Catanduanes, en la región de Bicolandia.

## Toponimia
El lugar se conoció como «Payo» y ahora es «Panganiban».

## Historia
Hacia mediados del siglo XIX, el lugar, por entonces conocido como «Payo» y perteneciente a la provincia de Albáy, incluía en su término a Bagamanoc. Tenía contabilizada una población de 1416 habitantes. Aparece descrito en el segundo volumen del Diccionario geográfico, estadístico, histórico de las Islas Filipinas (1851) de Manuel Buzeta Núñez y Felipe Bravo con las siguientes palabras:

PAYO: pueblo con cura y gobernadorcillo, en la isla de Catanduanes, adscrita á la prov. de Albay, dióc. de Nueva Cáceres: sit. en los 128° 8' long. 13° 58' 30" lat. junto al desagüe del rio Ora, en la costa N. E. de la isla, terr. llano y clima templado y saludable. Tiene 236 casas y 211 de que consta su visita Bagamanoc: hay escuela, casa parroquial y casa de comunidad, donde está la cárcel. La iglesia parroquial la sirve un cura secular, el cementerio está fuera del pueblo, y los caminos que salen de este no son muy buenos. Confina el térm. por N. O. con el de Pandan distante 3 leg., por S. E. con el de Viga á 1 leg. y por E. y N. con el mar. Al N. O. y sobre la misma costa se halla su visita Bagamonoc que dista 1 leg., y á la otra banda del referido rio Ora al N. E. de este pueblo se encuentra otra visita suya llamada Tambongon. El terr. es montuoso, riéganlo además del mencionado rio los de Tinago, Timoto y otros: prod., arroz, que es el artículo principal, maiz, legumbres, algodon, abacá, ajonjolí, caña dulce y frutas. Los naturales ejercen su ind. en la agricultura, en la fabricacion de telas, y algunos en la caza. Tambien benefician la caña dulce, el ajonjolí y la nipa y coco. pobl. 1,416 alm., y en 1845 pagaba juntamente con Bagamanoc 564 trib. que hacen 5,640 rs. plata.
(Buzeta y Bravo, 1851, pp. 398-399)

En 2020, tenía censados 9713 habitantes.